# Моногенная функция
Функция {\displaystyle f\colon \mathbb {C} \to \mathbb {C} } называется моногенной (или дифференцируемой в смысле комплексного анализа) в точке {\displaystyle z_{0}\in \mathbb {C} }, если предел 
{\displaystyle \lim _{z\to z_{0}}{\frac {f(z)-f(z_{0})}{z-z_{0}}}}
существует и одинаков для приближения {\displaystyle z} к точке {\displaystyle z_{0}} по произвольному пути. Ключевую роль в этом играет так называемое условие Коши — Римана. Функция, моногенная в окрестности точки {\displaystyle z_{0}\in \mathbb {C} }, называется голоморфной в этой точке. Функция, моногенная во всех точках некоторой открытой области {\displaystyle D\subseteq \mathbb {C} }, называется голоморфной в этой области.
Функция называется полигенной, если подобный предел зависит от пути и имеет бесконечно много значений. Можно показать, что комплекснозначная функция может быть либо моногенной, либо полигенной, а случай существования конечного количества различных значений этого предела исключён.
Пример. Функция {\displaystyle f(z)=z} — моногенная в нуле:
{\displaystyle \lim _{z\to 0}{\frac {z-0}{z-0}}=1,}
а функция {\displaystyle f(z)={\overline {z}}} — полигенная:
{\displaystyle \lim _{z\to 0}{\frac {{\overline {z}}-0}{z-0}}=\lim _{z\to 0}{\frac {|z|e^{-i\phi }}{|z|e^{i\phi }}}=e^{-2i\phi },} или {\displaystyle \lim _{z\to 0}{\frac {{\overline {z}}-0}{z-0}}=\operatorname {sgn} ^{-2}z,}
где φ — аргумент числа z − 0, а sgn — комплексная функция знака, которая принимает значение, модуль которого всегда единичен.